# Сплит (телесериал, Израиль)
Split.Тайна крови (ивр. חֲצוּיָה, Hatsuya) — молодёжный израильский сериал производства Dori Media, транслировавшийся ежедневно (по будням) начиная с 28 мая 2009 года. В Израиле трансляцию осуществлял HOT VOD. В России первый сезон сериала транслировал телеканал Муз-ТВ. Было отснято три сезона сериала. Права на показ первого сезона были приобретены 34 странами, среди них страны Латинской Америки, Португалия, Испания, Франция, Германия, Италия.

## Сюжет

### Первый сезон
Рассказывает о древнем конфликте между людьми и вампирами. Существует всего три полукровки, обладателя силы: Ардек — Пророк вампиров, Фэтон, который воспитывался при брате, и их сестра, Элла, которой и перейдет сила от пророка. Но она воспитывается как человек, поэтому Ардек посылает следить за ней Лео.
Лео — харизматичный, уверенный в себе парень, с хорошо развитым чувством юмора. Только никто не знает, что на самом деле Лео 600-летний вампир, только похожий на школьника.
Элла не знает, что Лео действительно пришёл чтобы найти её и сказать правду. С помощью Лео Элла узнает, что она «сплит» — полувампир-получеловек — единственный, кто может спасти мир.

### Второй сезон
В начале сезона показывают события, происходившие 1000 лет назад. Ардек борется с Лилит, королевой демонов. Ардек втыкает меч в её сердце и она умирает.
1000 лет спустя. Новый учебный год в школе Грин. Элла решает не переезжать в скинии Ардека, и хочет жить своей жизнью, как обычный подросток, эта ситуация вызывает конфликт между ней и Лео. Между тем Дима обнаружил тело Лилит в пещере, а также то, что пещера полна яиц демонов. Во время землетрясения одно из яиц разбивается, и демон, который был внутри него, убегает. Цель демонов забирать души вампиров создать камень, довести его до своей королеве, чтобы она могла создавать новых демонов. После того как демон убежал из пещеры, он пришёл в школу Грин, забрал душу вампира, который стал студентом в школе (демоны автоматически забирают души вампиров, когда вампир рядом с ними) и берет на себя его личность. Отныне имя демона Адам. Адам не знал о том, что он демон, и он не знал, как контролировать свои силы. Адам впервые встречает Эллу, пытаясь напасть на неё, он обнаружил, что не может этого сделать. У Эллы видение, в котором она возвращает Адама к жизни, позже выяснилось, что это была инициатива Димы, который понимает, что он может вернуть Лилит к жизни, с помощью Эллы. Адам умирает. Дима просит помощи у Эллы и она возвращает Адама к жизни. Элла чувствует, что-то в Адаме и берет его под своё покровительство, пытаясь понять, что за существо, он на самом деле. Дима заставляет Адама втереться в доверие к Элле, что бы когда пришло время, он попросил её использовать свои силы, чтобы возродить Лилит, если это не будет сделано, Адам умрет.
Лео страдает, потому что Элла решила быть с Омером вместо того, чтобы быть с ним, и медленно умирает. Он больше не привратник пророка и пытается сделать так, чтобы Элла поняла, что её истинной любовью является он, а не Омер. В то же время Адам продолжает собирать души вампиров. Хамон, который был старшим в совете вампиров 'теперь советник Эллы и менеджер нового ночного клуба в городе (основное место в сезоне), который открыт исключительно для вампиров, предпочитающих держаться подальше от людей. Между людьми и вампирами существует тайное соглашение. В соответствии с соглашением люди будут обеспечивать кровью вампиров, в обмен вампиры будут делиться своими знаниями.
Соглашение с вампирами подписывает Амнон Грин.
Элла и Омер расстаются в течение сезона. Адам рассказывает Элле, что он демон, и она обещает ему, что будет защищать его. Когда вампиры обнаруживают истинную природу Адама, они пытаются убить его, но Элла спасает его. Лео открывает короб крови и пытается убить Адама с силами, что он получил. Элла возвращает Лилит к жизни, чтобы она могла помочь ей спасти Адама. Лилит убивает Лео, поцеловав его, и начинает производить новые виды: новые существа, которые наполовину вампиры, наполовину демоны. Хотя Дима И был на стороне Лилит, он воскрешает Лео. В тренажерном зале школы Элла борется с Лилит и вот-вот потерпит поражение, но затем Адам убивает её и умирает. Новое потомство Лилит вылупилось и люди уничтожили их с помощью стрельбы из лука.
Майклу, приемному отцу Эллы, удается создать новую замену крови для вампиров, и Лео соглашается с тем что Элла не должна жить в скинии.
И вот когда все кажется идеальным, последняя сцена в этом сезоне показывает нам один последний эпизод потомство Лилит выжило и находится в лесу, показывая свои клыки и когти демона для зрителей.

### Третий сезон: сплит-правдивая история
Спин-офф сериала «Сплит». Состоящий из 45 серий.

## Персонажи

### В главных ролях
Элла Роузен (Амит Фаркаш) — сплит. Дочь вампира и обычной женщины. После встречи с Лео узнает о своем происхождении и о том, что только она может предотвратить войну между паладинами и вампирами. Лео и Омер оба любят её.
Лео Саш (Закс) (Йон Тумаркин) — 600-летний вампир. Послан пророком Ардеком для выполнения миссии нахождения Эллы. Помогает Элле понять, кто она есть, и влюбляется в неё. В конце первого сезона Элла разбивает ему сердце и он начинает умирать. Во втором сезоне во время совместной ночи в школе Адам помогает Элле и спасает его от Андре Фукса. В этой же серии Элла и Лео начинают встречаться.
Омер Тене (Йедедия Виталь) — лучший друг Эллы. Он первым узнает, что Лео — вампир и пытается убедить в этом Эллу, но позже помогает Лео исполнить его миссию. Ревнует Эллу к Лео. Работает в магазине CD-дисков у человека по имени Рафаэль, который помешан на фантастике и уверяет, что был похищен пришельцами. В конце первого сезона начинает встречаться с Эллой, но во втором сезоне расстается с ней.
Гай Роузен (Ави Корник) — младший брат Эллы. Привлекательный и популярный. Добивается сердца Зохар и наконец получает её. Становится вампиром, когда его кусает Кармель (вампир, вошедший в тело Никки), но сам не хочет кусать людей.
Зохар Грин (Майя Шоэф) — первая красавица школы. Дочь директора. Становится девушкой Гая. Её отец теряет память.
Моше «Суши» Ариэль (Идан Ашкенази) — задира, но в глубине души очень чувствительный. Друг детства Зохар, а также становится другом Гая. Его отец — судья. В конце первого сезона уезжает с родителями на Аляску.
Норит «Никки» (Анна Зайкин) — самая застенчивая и тихая девушка в классе. В неё вселяется вампир по имени Кармель, но Лео возвращает на место Кармель, и Никки вновь становится сама собой. Во втором сезоне влюбляется в Омера.

### Остальные персонажи
Ардек (Джозеф Абу Варда) (первый сезон) — пророк вампиров. Старший брат Фэтона и Эллы. Только он знает, где находится источник долбара (искусственного заменителя крови для вампиров).
Фэтон (Шмиль Бен-Ари) (первый сезон) — брат Ардека. Должен был стать пророком после Ардека, но коронация была прервана дважды: один раз после видения Ардека, второй раз после смерти Ардека. Был убит Димой, охранником источника Долбара, заменителя крови, при попытке завладеть силой источника.
Амнон Грин (Алекс Ански) — директор школы Грин. Глава Ордена Крови. Отец Зохар.
Рафаэль (Меир Суиса) — владелец магазина «Омер Фантазии», где он работал. Уверен, что в прошлом его похищали пришельцы. Омар видит в нём верного друга и рассказывает ему о том, что происходит в его жизни, и использует его знания о вампирах. В последнем эпизоде серии он встречается с бывшей супругой и пришельцы снова его похищают. Во втором сезоне находит камни, которые излучает Адам, что позволяет ему встать на ноги. Просит Адама принести ему несколько камней, и его убивает Дмитрий.
Дима / Димитрий Гальтона III (Александр Демидов) — учитель физкультуры, высокомерный и жесткий. Считает, что в дополнение к домену ограждения (танец) Там ничего больше в жизни. В конце серии, оказалось, что он выступает как рыцарь по имени Димитрий Гальтона третьей степени, и охраняет источник заменителя крови для вампиров Долбар. В 1000 он был верным слугой народа демонов, и оставался им до сегодняшнего дня. Во втором сезоне помогает демонам, так как заинтересован в воскрешении их королевы.
Шахар Фукс (Дэнни Лашман) — сын Андре. Учился в школе Грина, был одним из его лучших студентов, был осуждён из-за того, что укусил человека, и умер, но возвращается к жизни с помощью Ардека. Позднее, на рассвете, вселяется в тело вампира по имени Гектор, но в конце концов покидает тело и Шахар Гектор возвращается к самому себе. Хорошо разбирается в компьютерах.
Тамара (Элиана Кэр) — истребитель вампиров, работает в «Ордене крови», пытаясь убить других вампиров. В конце 1 сезона оказывается, что родителей Тамары убили в перестрелке между Орденом крови и вампирами, в то время как сама она была спасена вампиром. После подписания мирного договора между вампирами и людьми Тамара освобождается от работы в ордене, но её возвращает вызов Амнона расследовать дело Андре Фокса.
Сара Роузен (Рона Липаза-Михаил) — приёмная мама Эллы. Работает медсестрой в школе Грина.
Майкл Роузен (Йоав Хаит) — приёмный отец Эллы. Работает учителем химии в школе Грина.
Джеймон (Шарон Александер) — вампир членов Совета. Ключ к комнате, где зеркала с душами вампиров, нарушивших закон. Помогает Гаю стать вампиром. Второй раз подряд становится вампиром клуба.
Лена (Таль Талмон) — член совета вампиров, сестра Кармель. Была послана, чтобы убить Лео, но случайно убила Ардека.
Этос (Томер Шарон) — член совета вампиров. Его душа втягивается в зеркало Омара. Фэтон разрушил зеркало, чтобы уничтожить доказательства.
Милка Шилон (Одея Корен) — мать Никки, социальный работник. Помогает людям психологически.
Лилит (Яна Гур) (второй сезон) — королева демонов. Она создаёт демонов, и направляет их высасывать души вампиров, чтобы иметь возможность производить больше демонов. В 1010 её победил Ардек и она лежала во сне 1000 лет.
Андре Фукс (Гил Франк) (второй сезон) — отец Дон Фокс. Знает о существовании вампиров и Ордена крови. Был правой рукой Амнона Грина и узнавал все, что не знает Грин. Работал 10 лет за границей в поисках объектов, которые свидетельствуют о древней цивилизации. В секретной комнате в своем доме, обнаружил шкатулку с силами древнего вампира, запечатанную кровью 10 вампиров и одного Сплита. Согласно легенде, открывший её, получит всю силу древнего вампира.
Люси (Ноа Вольман) (второй сезон) — ассистент Андре. Компьютерный гений. Позже во втором сезоне влюбляется, и покидает пост помощника Андре.
Юлис (Таль Ярез) — бывший член совета. Гектор вселился в первом сезоне в его тело. Во втором сезоне вернулся к жизни после того, как были разбиты зеркала, заключавшие души вампиров. Выбранный в качестве привратника Пророка вампиров, был назначен учителем истории в школе, но душа его высасывается Адамом, и он умирает.
Мори (Гор Пипшекович) (второй сезон) — Вампир. Он против мирного соглашения между людьми и вампирами. Попытался влюбить в себя Никки. Он укусил её, но она не стала вампиром. Он умер после того, как его душу высосал Адамом.
Исраэль Коль (Амир Фей Гутман) (второй сезон) — журналист, Мюррей был первым, кто открыл его и сказал, что вампиры после его родителей буду убиты Андре. Приехал в Израиль учиться.
Редактор пишет израильских преподавателей и студентов задавать вопросы
Артур Грин — основатель школы Грин, дедушка Амнона и лидер ордена крови в прошлом.
Судья Ариэли — отец Моше (Суши).
Кармель (Агам Родберг) — бывшая возлюбленна Лео. За нарушения Закона Крови была заключена в зеркало в течение 200 лет, пока Фэтон не отпустил её. Она вселяется в тело Никки и кусает Гая.
Адам(Ли Биран) — получеловек, полудемон. Во втором сезоне пытается заставить Эллу воскресить Лилит(королеву демонов)

## Вампиры
В телесериале существует два типа вампиров: те, кто родился от вампиров и людей, которые были укушены вампирами.
- Стирание памяти — Вампиры могут «удалить» несколько минут памяти человека. Несколько удалений может вызвать у кого-то потерю памяти полностью. Тем не менее, можно восстановить воспоминания, которые были «удалены» (например, Амнон Грин).
- Супер скорость — Вампиры могут двигаться со скоростью в несколько раз быстрее, чем люди.
- Телепатия — Вампиры могут услышать мысли людей и вампиров. Тем не менее, головной убор делает человека невосприимчивым к телепатии вампира.
- Сила — Вампиры обладают сверхчеловеческой силой.
- Бессмертие — Вампиры могут жить гораздо дольше, чем люди. Они не могут состариться.

Слабые стороны
- Серебряные кинжалы — если вонзить серебряный кинжал в сердце вампира, то вампир умрёт.
- Чеснок — от него вампир задыхается. Зубчик чеснока, брошенный в лицо вампира, заставляет вампира испариться.
- Рис — метание риса в вампира заставляет их остановиться и считать каждое зерно на одном дыхании.
- Морская соль — морская соль создаёт многочисленные ожоги на коже у вампиров.
- Зеркала — если вампир посмотрит в зеркало, его душа будет заключена в нём. Разбитие зеркал убивает вампира, если в нём его душа.
- Разбитое сердце — если сердце вампира разбито из-за любви, то он исчезнет и умрёт.
- Вода — вода ослабляет вампиров, но не вредит им.
- Заклинания — существуют специальные заклинания для защиты людей от вампиров.
- Кровавая лилия — это предупреждение для человека. Если вампир находится рядом, кровавая лилия вянет, тем самым раскрывая вампира для человека (предположительно, исчезли).